# ثوم هولندي
ثوم هولندي (الاسم العلمي: Allium hollandicum) هو نوع من النباتات يتبع جنس الثوم من فصيلة النرجسية.